# El Lindero (södra Tantoyuca kommun)
El Lindero är en ort i Mexiko.   Den ligger i kommunen Tantoyuca och delstaten Veracruz, i den sydöstra delen av landet, 220 km norr om huvudstaden Mexico City. El Lindero ligger 217 meter över havet och antalet invånare är 338.
Terrängen runt El Lindero är huvudsakligen platt. El Lindero ligger uppe på en höjd. Runt El Lindero är det ganska tätbefolkat, med 83 invånare per kvadratkilometer. Närmaste större samhälle är Tantoyuca, 14,5 km norr om El Lindero. Trakten runt El Lindero består till största delen av jordbruksmark.